# Йозеф Мицлік
Йозеф Мицлік (чеськ. Josef Miclík) — чеський футболіст, нападник. Дворазовий чемпіон Чехословаччини і володар Кубка Мітропи в складі празької «Спарти».

## Футбольна кар'єра
Грав за «Спарту» та «Наход» у найвищій лізі чемпіонату Чехословаччини. Двічі вигравав чемпіонат в складі «Спарти» в 1926 і 1927 роках. Володар Кубка Мітропи 1927.

## Статистика виступів в чемпіонаті
| Сезон                                             | Матчі | Голи | Клуб         |
| ------------------------------------------------- | ----- | ---- | ------------ |
| Середньочеська ліга 1925/26                       | 8     | 7    | Спарта Прага |
| Кваліфікаційні змагання Середньочеської ліги 1927 | 1     | 0    | Спарта Прага |
| Середньочеська ліга 1927/28                       | ?     | 1    | Спарта Прага |
| Середньочеська ліга 1928/29                       | ?     | 3    | Спарта Прага |
| Перша ліга 1931/32                                | ?     | 0    | Наход        |
| РАЗОМ                                             | ?     | 11   |              |

## Титули і досягнення
- Чемпіон Чехословаччини (2):

«Спарта» (Прага): 1926, 1927
- Фіналіст Середньочеського кубка (2):

«Спарта» (Прага): 1927, 1928
- Володар Кубка Мітропи (1):

«Спарта» (Прага): 1927